# Pokémon Donjon Mystère : Équipe de secours rouge et Équipe de secours bleue
Pokémon Donjon Mystère : Équipe de secours rouge et Pokémon Donjon Mystère : Équipe de secours bleue (ポケモン不思議のダンジョン 青の救助隊・赤の救助隊, Pokémon Fushigi no Dungeon: Ao no Kyūjotai & Aka no Kyūjotai) est un diptyque de jeux vidéo de la série Pokémon et de la série Donjon mystère développé par Chunsoft. La version rouge est conçue pour Game Boy Advance tandis que la version bleue fonctionne sur Nintendo DS.

## Synopsis

### Histoire principale
Le protagoniste est réveillé par un Pokémon et découvre à sa plus grande surprise qu'il est lui-même un Pokémon, alors qu'il sait pertinemment qu'il est un humain - sans pour autant avoir de souvenirs particuliers de lorsqu'il était humain. Après le sauvetage d'un Chenipan, tombé dans une fosse à cause d'un tremblement de terre, le Pokémon qui l'a réveillé propose de le rejoindre pour former une équipe de secours et devient le coéquipier du protagoniste. Il s'avère que le tremblement de terre est l'une des catastrophes naturelles qui se produisent ces derniers temps dans le monde Pokémon. Le protagoniste et son coéquipier commencent à remplir des missions données par des Pokémon et à en rallier certains à leur équipe, tout en avançant dans l'histoire. Après quelques missions, les aventures du protagoniste l'amènent à rencontrer d'autres équipes de secours, comme l'équipe puissante mais peu expérimentée de Tortank, l'équipe de niveau intermédiaire de Tengalice, l'équipe de rang or de Alakazam, accompagné de Dracaufeu et Tyranocif, mais surtout l'équipe du vilain Ectoplasma, avec Abo et Charmina, équipe qui ne cherche que le profit. L'équipe d'Ectoplasma se pose d'ailleurs en rivale à celle du protagoniste ce qui conduira à un affrontement entre les deux équipes.
Au fur et à mesure des missions, lorsque le héros se repose, il fait d'étranges rêves dans lesquels quelqu'un lui parle. Dans un premier temps, il lui est impossible de voir de qui il s'agit, mais après quelque temps, il arrive à distinguer qu'il s'agit de Gardevoir.
Une mission amène le protagoniste à aller sauver Tengalice, disparu lors du sauvetage d'un couple de Cotovol. Le ravisseur n'est autre qu'Électhor. Le vaincre amène Alakazam, qui a senti que le protagoniste n'est pas un Pokémon ordinaire, à envoyer l'équipe voir Xatu, Pokémon extra-lucide. Xatu explique que le protagoniste est effectivement un humain et que par conséquent, les catastrophes naturelles qui amènent le sauvetage de nombreux Pokémon sont dues à la présence d'un humain sous forme de Pokémon. Ectoplasma, qui est également présent et qui en veut au héros de l'avoir battu, s'empresse d'aller dire à tout le monde ce qu'il en est.

Alors que le protagoniste arrive sur la place Pokémon, il entend Lombre, Chétiflor et Snubbull dire que la légende de Feunard est peut-être vraie. La légende en question dit que si quiconque essaie d’attraper l'une des neuf queues d'un Feunard, cette personne serait maudite pour 1000 ans. Un jour, un humain attrapa l'une des queues d'un Feunard. Alors qu'il allait être maudit, un Gardevoir le protégea et se sacrifia pour sauver l’humain. Étant pris de pitié pour Gardevoir, le Feunard demanda à l’humain s'il voulait sauver Gardevoir. Malheureusement, l’humain abandonna Gardevoir et s'enfuit. Le Feunard, déçu par le comportement de l'humain, fit alors une prédiction :
« Cet humain renaîtra un jour en tant que Pokémon… Et quand cela arrivera… L’équilibre du monde sera rompu. »
Ectoplasma se fait alors un plaisir d'annoncer à tout le monde que le Pokémon sous les traits duquel l'humain est re-né n'est autre que celui incarné par le joueur. Le héros, alors pourchassé par tout le village, n'a d'autre possibilité que de fuir le plus vite possible avec son partenaire. Dans sa fuite, le protagoniste affronte Sulfura, s'associe avec un Absol, affronte ensuite Artikodin pour enfin rencontrer un Feunard, celui-là même qui fit la prédiction des années auparavant.
Feunard annonce alors au protagoniste, en présence de l'équipe d'Alakazam, qu'il n'est pas l'humain de la prédiction et la transformation d’un humain en Pokémon et la rupture de l’équilibre du monde qui amène les catastrophes naturelles ne sont pas liées. En effet, les tremblements de terre sont dus au réveil d'un Pokémon légendaire : Groudon. Le protagoniste peut donc rentrer sans soucis se reposer, alors qu'Alakazam et son équipe partent voir ce qu'il en est au sujet de Groudon. Durant un rêve, Gardevoir annonce au protagoniste que si elle a une fonction, le protagoniste en a également une.
Après quelques péripéties durant lesquelles le protagoniste aura obtenu d'une équipe de Férosinges qu'ils améliorent sa base, Tengalice décide d'envoyer l'équipe du protagoniste voir ce qu'il en est de celle d'Alakazam, cette dernière n'ayant pas donné de nouvelles depuis longtemps, et une équipe formée de trois meneurs d'équipe (Octillery, Tortank et Grolem) ayant échoué dans cette tâche. Une fois Groudon battu, Xatu appelle l'équipe pour annoncer qu'une météorite fonce droit sur la planète. La seule façon de l'arrêter est de demander à Rayquaza de la détruire, et l'équipe du protagoniste partira donc le lendemain avec ce but.
Dans la nuit précédant le départ, alors que le protagoniste dort, Ectoplasma utilise Dévorêve pour sonder les rêves du héros. Seulement, une lumière s'y fait sentir, ce qui le dérange dans sa lecture. Gardevoir prévient le protagoniste qu'à l'origine, le héros était un humain qui a accepté de sauver le monde des Pokémon et qui, dans ce but, a préféré que sa mémoire d'humain soit effacée. Et par "sauver le monde", Gardevoir entend "arrêter la météorite". Donc si le protagoniste triomphe dans sa prochaine mission, il quittera le monde des Pokémon pour retourner dans le sien, au prix de l'oubli de tous les amis qu'il s'est fait durant l'aventure et de briser le cœur du partenaire du protagoniste. C'est donc le cœur lourd que le héros effectue sa dernière mission, et après que Rayquaza ait détruit la météorite, le héros erre entre la vie et la mort pour être sauvé par Ectoplasma.
Sur la colline de Xatu, tout le monde se réunit pour faire ses adieux au protagoniste, qui retourne dans son monde.

### Après l'histoire principale
Alors que tout le monde pleure pour le départ du héros, ce dernier réapparaît, au grand bonheur de son partenaire. De nouveaux donjons et la Grotte Lumineuse, grotte permettant l'évolution des Pokémon sous certaines conditions, sont à présents disponibles. De plus, le partenaire du héros propose que différentes équipes puissent effectuer des sauvetages afin d'être plus efficace. Il est donc possible à ce niveau de changer le meneur d'équipe.
Il reste beaucoup de Pokémon à recruter, parmi lesquels Électhor, Artikodin, Sulfura (les avoir tous les trois amènera, à l'image du second film Pokémon 2 : Le Pouvoir est en Toi, à pouvoir recruter Lugia). Spinda, à la recherche d'un Pokémon mirage, enverra le héros vers Entei, Raikou puis Suicune pour enfin trouver le Pokémon en question : Ho-Oh. Des Pokémon comme Mewtwo et Deoxys feront également parler d'eux. Pour pouvoir obtenir Mew, il faudra d'abord battre Regice, Registeel et Regirock. Celebi et Jirachi seront compliqués à obtenir, et il faudra aider Latios à sauver sa sœur Latias.
Quant à l'histoire principale, elle possède une fin complémentaire :
Un jour, après avoir sauvé Charmina de l'équipe d'Ectoplasma dans un donjon, ce dernier rend visite au héros pour lui demander de l'escorter jusqu'au Feunard de la légende. Une fois devant le Feunard, il est révélé qu'Ectoplasma est en réalité l'humain ayant touché l'une des queues du Feunard et que c'est son Gardevoir qui s'est sacrifié pour le protéger. Il demande alors le pardon du Feunard, et lorsqu'il ressent enfin de réels remords, Ectoplasma est renvoyé dans le monde des humains pour sauver l'âme de Gardevoir. Le lendemain, Gardevoir, devenue amnésique, attend sur la place Pokémon et demande au héros de l'accepter dans son équipe de secours.

## Système de jeu
Tour après tour, dans un donjon, le protagoniste s'y déplace pour trouver un escalier qui l'amène vers un autre étage et ainsi de suite jusqu'au sommet -ou au fond-. Sur le chemin, des multitudes de Pokémon barrent la route de l'équipe du protagoniste. Il faut soit les esquiver, soit les attaquer, que ce soit avec une attaque de base, ou avec les capacités spéciales.

## Accueil
Ce jeu s'est vendu à plus de 3 millions d'exemplaires durant ses 6 années de mise en vente.[réf. nécessaire]

## Œuvres tirées du jeu

### Manga
Pokémon Donjon Mystère L'Équipe de Secours de Ginji (ポケモン不思議のダンジョンギンジの救助隊, Pokémon Fushigi no Danjon Ginji no Kyūjotai) est un manga en 6 parties où Ginji, un humain transformé en Poussifeu, entre dans l'équipe de secours créée par Gobou afin de découvrir pourquoi il s'est transformé en Pokémon et redevenir humain.

Ce manga n'est paru qu'au Japon et aux États-Unis.
Cependant, il a été distribué en France via Le magazine officiel Nintendo
.

### Anime
Pokémon Donjon Mystère : La Création : Pokémon L'Équipe de Secours Ganbarus ! (ポケモン不思議のダンジョン　出動ポケモン救助隊ガンバルズ！) est un épisode spécial de Pokémon qui raconte l'histoire d'un humain qui est réveillé par un Salamèche et se découvre transformé en Carapuce. Avec Germignon, ils décident de créer une équipe de secours et de sauver Pikachu, le grand frère de Pichu, des griffes d'Airmure.
Aux États-Unis, cet épisode a été diffusé sous le nom de Pokémon Mystery Dungeon: Team Go-Getters Out Of The Gate! (Pokémon Donjon Mystère : L'Équipe Go-Getters est de sortie !).

En France, c'est sous le nom de Pokémon Donjon Mystère : L'Équipe RisqueTout qu'il a été diffusé. Il est également sorti en DVD, avec en bonus 4 épisodes de la série animée Pokémon (Épisode 801 : Tout ça pour une perle, Épisode 802 : Aventures sous-marines, Épisode 803 : La guerre des clans et Épisode 804 : Un entraînement intensif).